# Hope Akpan
Pour les articles homonymes, voir Akpan.
Hope Ini I. Akpan est né le 14 août 1991 à Childwall, Liverpool, en Angleterre. Il possède nationalité nigériane de par ses parents.

## Biographie
Le 11 août 2015 il rejoint Blackburn Rovers.
Le 15 octobre 2014, il fait ses débuts internationaux en faveur de l'équipe du Nigeria.
Le 18 juillet 2017, il rejoint Burton Albion.
Le 4 juillet 2018, Akpan s'engage avec Bradford City .